# Léon Teissier
Léon Teissier (* 21. Februar 1883 in Vialas; † 1981 in Chanac) war ein französischer Okzitanist und Dichter okzitanischer Sprache.

## Leben und Werk
Léon Teissier war der Sohn eines Druckers. 1894 ging er mit den Eltern nach Montpellier, absolvierte das Gymnasium und entdeckte über die Dichtung von Gustave de La Fare-Alais den literarischen Rang des in der Kindheit erlernten Okzitanischen. Schon 1900 wurde er Feliber und besuchte 1906 Frédéric Mistral, dem er eine lebenslange Verehrung widmete wie auch dem Capoulié Pierre Devoluy. Teissier wurde Staatsbeamter und verbrachte sein gesamtes Berufsleben außerhalb des okzitanischen Sprachgebiets in Douvaine, Yvetot, Confolens, Avesnes-sur-Helpe und Lille. Erst in seinem langen Ruhestand lebte er wieder in Béziers und Montpellier.
Teissier veröffentlichte vor allem über Mistral, daneben über Dante. Nach Erscheinen seines großen Cevennen-Gedichts „Das Gold der Cevennen“ im Jahr 1928 wurde er 1930 (als Nachfolger von Antonin Perbosc) Majoral (Akademiemitglied) des Félibrige auf dem Sitz  Cigalo de Carcassouno, o de l'Amourié. Er schrieb zahlreiche Artikel für die Zeitschrift Calendau, revisto felibrenco mesadiero.

## Werke (Auswahl)
- "La Grande dot provençale" (Dante, Purgatoire, 20-61). Édition de la "Revue méridionale", Bordeaux 1923. (Le voyage de Dante en France. Dante et nos théologiens. Dante et les troubadours. Quelques pages d'histoire d'après Dante avec tables systématiques des noms cités)
- Dante et la Provence. "La Pignato, Toulon 1923.
- L'or di Ceveno. Pouèmo miejournau. L'or des Cévennes. Poème provençal. "La Pignato", Toulon 1928.
- Notre famille. Cévennes et Gévaudan. Bretteville, Yvetot 1932.
- Mistral chrétien. Le sentiment religieux dans la vie et dans l'oeuvre de Mistral. P. Déhan, Montpellier. Roumanille, Avignon 1954.
- Calendau. Introduction au poème de Mistral. Montpellier 1959. (über das Epos Calendal von Frédéric Mistral)
- Grammaire lozérienne. 1964.
- Lecture de «Nerto». Mistral, Cavaillon 1969. (über ein Epos von Frédéric Mistral)
- J. Canonge et Mistral. «L'Astrado», Toulon 1971. (Jules Canonge, 1812–1870)